# Villa El Carmen (Warnes)
Villa El Carmen ist eine Ortschaft im Departamento Santa Cruz im Tiefland des südamerikanischen Andenstaates Bolivien.

## Lage im Nahraum
Villa El Carmen liegt in der Provinz Ignacio Warnes im westlichen Teil des Departamentos Santa Cruz und ist der zweitgrößte Ort im Cantón Warnes im Municipio Warnes. Die Ortschaft liegt auf einer Höhe von 319 m sechs Kilometer östlich des nach Norden fließenden Río Piraí, 20 Kilometer oberhalb der Mündung des Río Guendá. Die nächstgelegenen größeren Ortschaften sind Las Barreras und Juan Latino.

## Geographie
Villa El Carmen liegt im tropischen Feuchtklima vor dem Ostrand der Anden-Gebirgskette der Cordillera Oriental. Die Region war vor der Kolonisierung von Chiquitano-Trockenwäldern bedeckt, ist heute aber größtenteils Kulturland.
Die mittlere Durchschnittstemperatur der Region liegt bei knapp 24 °C (siehe Klimadiagramm Warnes), die Monatswerte schwanken zwischen 20 °C im Juni/Juli und 26 °C von November bis Februar. Der Jahresniederschlag beträgt etwa 1300 mm, die Monatsniederschläge sind ergiebig und liegen zwischen 35 mm im August und 200 mm im Januar.

## Verkehrsnetz
Villa El Carmen liegt in einer Entfernung von 40 Straßenkilometern nördlich der Departamento-Hauptstadt Santa Cruz und 17 Kilometer südlich der Stadt Montero.
An Villa El Carmen vorbei führt die 1657 Kilometer lange Nationalstraße Ruta 4, die das Land in West-Ost-Richtung durchquert, von Tambo Quemado an der chilenischen Grenze bis Puerto Suárez im Dreiländereck Brasilien-Bolivien-Paraguay. Die Straße führt von Westen kommend über Cochabamba, Villa Tunari und Montero nach Warnes und dann weiter über Santa Cruz und Roboré nach Puerto Suárez und über die Grenze in das brasilianische Corumbá.
Zehn Kilometer nördlich von Warnes zweigt eine Nebenstraße von der Ruta 4 in westlicher Richtung ab in das direkt neben der Hauptstraße liegende Villa El Carmen.

## Bevölkerung
Die Einwohnerzahl der Ortschaft ist in dem Jahrzehnt zwischen den beiden letzten Volkszählungen auf mehr als das Doppelte angestiegen:
| Jahr | Einwohner         | Quelle       |
| ---- | ----------------- | ------------ |
| 1992 | keine Detaildaten | Volkszählung |
| 2001 | 315               | Volkszählung |
| 2012 | 759               | Volkszählung |
| 2024 |                   | Volkszählung |

In der Region sind die Quechua die zahlenmäßig wichtigste indigene Volksgruppe, im Municipio Warnes sprechen 13,5 Prozent der Einwohner Quechua.